# Oberheimbach (Much)
Oberheimbach ist ein Ortsteil der Gemeinde Much im Rhein-Sieg-Kreis. 

## Lage
Oberheimbach liegt auf den Hängen des Bergischen Landes. Nachbarorte sind Niederheimbach im Westen, Oberdorst und Nackhausen im Westen sowie Weißenporz und Eigen im Norden. Leverath ist über die Landesstraße 318 erreichbar.

## Geschichte
Oberheimbach wurde 1502 als offeren Hembach  erstmals erwähnt.
1901 hatte der Weiler 44 Einwohner. Verzeichnet waren die Haushalte Ackerer Gerhard Felder, Ackerer Peter Josef Felder, Ackerer Carl Josef Klein, Grubenschmied Carl Lambertz, Ackerin Witwe Christian Lambertz, Grubenschmied Josef Lambertz, Ackerer Gerhard Müller, Ackerin Witwe Gerhard Sommerhäuser und Ackerer Joh. Josef Sommerhäuser.